# None
None (af latin: Nonus, den niende) er en betegnelse i musik for et toneinterval på 9  toner, dvs. en tone mere end en oktav.
I en kromatisk skala er en lille none på 13 halvtoner og en stor none på 14 halvtoner. 
En stor none kan for eksempel gå fra c1 til d2:
En lille none kan for eksempel gå fra c1 til c#2:
Springene forekommer sjældent i sange for to på hinanden følgende toner. Som toneomfang er nonen dog almindelig.
En Sømand har sin Enegang er et eksempel på en sang med en lille none som toneomfang.
Den velkendte melodi til Det var en lørdag aften har et toneomfang på en stor none.
Det umiddelbare mindre diatoniske toneinterval kaldes en oktav, mens det større kaldes en decim.
| Musik | Spire Denne musikartikel er en spire som bør udbygges. Du er velkommen til at hjælpe Wikipedia ved at udvide den. |